# FC Boavista

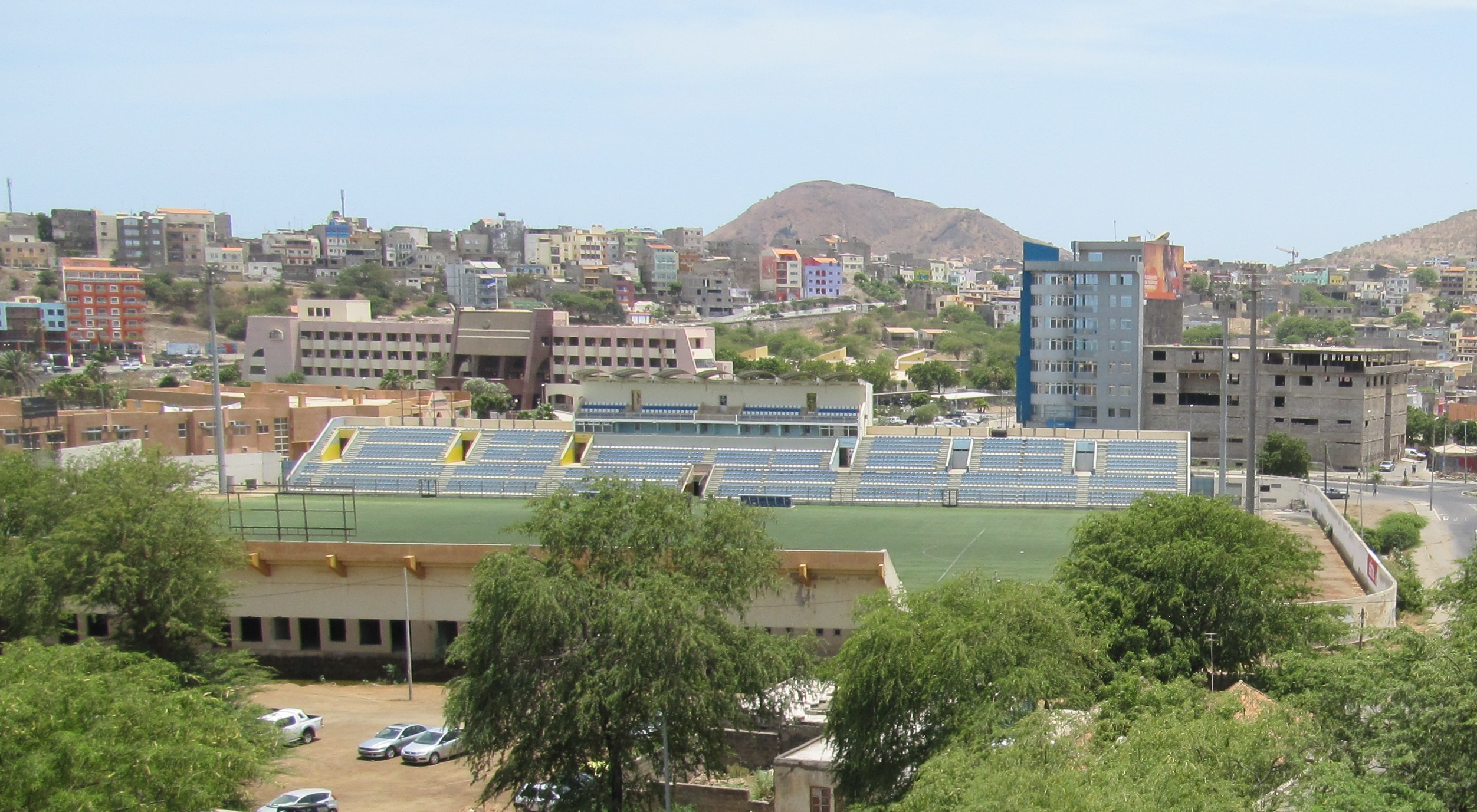
Estádio da Várzea

FC Boavista is een Kaapverdische voetbalclub uit de hoofdstad Praia. Boavista werd twee keer landskampioen.

## Erelijst
Kaapverdisch voetbalkampioenschap
1963, 1987, 1995, 2010, 2024
Voetbalkampioenschap van Santiago (Zuid)
1987/88, 1992/93, 1994/95
Beker van Santiago (Zuid)
2008/09, 2009/10, 2010/11, 2014/15
Openingstoernooi van Santiago (Zuid)
2002/03
Kampioenenbeker van Boavista FC
2014

## CAF-competities
- CAF Champions League: 1 deelname

1996 - Eerste ronde
Boavista FC - ASC Sonalec
Boavista FC - JS Kabylie (4-1)

## Trainers
- Janito (in 2012)
- Humberto Bettencourt (2013–15)
- Nelito Antunes (2013–15)
- Joel de Castro[1]